# مات ديكين
مات ديكين (بالإنجليزية: Matt Deakin)‏ هو مجدف أمريكي، ولد في 20 مايو 1980 في سان فرانسيسكو في الولايات المتحدة.

## وصلات خارجية
- مات ديكين على موقع الاتحاد الدولي للتجديف (الإنجليزية)
- مات ديكين على موقع اللجنة الأولمبية الدولية (الإنجليزية)
- مات ديكين على موقع أوليمبيديا (الإنجليزية)